# Sloveens voetbalelftal in 2009
Het Sloveens voetbalelftal speelde in totaal tien interlands in het jaar 2009, waaronder acht wedstrijden in de kwalificatiereeks voor de WK-eindronde 2010 in Zuid-Afrika. De ploeg stond voor het derde opeenvolgende jaar onder leiding van bondscoach Matjaž Kek, die zijn elftal in de play-offs langs Rusland loodste waardoor de Slovenen voor de tweede keer in de geschiedenis present waren bij de WK-eindronde. Op de FIFA-wereldranglijst steeg Slovenië in 2009 van de 57ste (januari 2009) naar de 31ste plaats (december 2009).

## Balans
| Wedstrijden | Wedstrijden | Wedstrijden | Wedstrijden | Doelpunten | Doelpunten | Doelpunten | Punten |
| Gespeeld    | Winst       | Gelijk      | Verlies     | Voor       | Tegen      | Saldo      | Punten |
| ----------- | ----------- | ----------- | ----------- | ---------- | ---------- | ---------- | ------ |
| 10          | 5           | 1           | 4           | 16         | 7          | +9         | 1.100  |

## Interlands
|                                                                  |                                             |       |          |                                                                             |
| 11 februari Vriendschappelijk № 148 «onderlinge duels» 20:45 uur | België                                      | 2 – 0 | Slovenië | Cristal Arena, Genk Toeschouwers: 13.135 Scheidsrechter: Sascha Kever (SUI) |
| 11 februari Vriendschappelijk № 148 «onderlinge duels» 20:45 uur | Daniel Van Buyten 20' Daniel Van Buyten 85' |       |          | Cristal Arena, Genk Toeschouwers: 13.135 Scheidsrechter: Sascha Kever (SUI) |

|                                                             |          |       |          |                                                                                       |
| 28 maart WK-kwalificatie № 149 «onderlinge duels» 20:45 uur | Slovenië | 0 – 0 | Tsjechië | Stadion Ljudski Vrt, Maribor Toeschouwers: 12.376 Scheidsrechter: Pedro Proença (POR) |
| 28 maart WK-kwalificatie № 149 «onderlinge duels» 20:45 uur |          |       |          | Stadion Ljudski Vrt, Maribor Toeschouwers: 12.376 Scheidsrechter: Pedro Proença (POR) |

|                                                            |                   |       |          |                                                                             |
| 1 april WK-kwalificatie № 150 «onderlinge duels» 19:45 uur | Noord-Ierland     | 1 – 0 | Slovenië | Windsor Park, Belfast Toeschouwers: 13.243 Scheidsrechter: Alon Yefet (ISR) |
| 1 april WK-kwalificatie № 150 «onderlinge duels» 19:45 uur | Warren Feeney 73' |       |          | Windsor Park, Belfast Toeschouwers: 13.243 Scheidsrechter: Alon Yefet (ISR) |

|                                                                | |       |            |                                                                                            |
| 12 augustus WK-kwalificatie № 151 «onderlinge duels» 20:45 uur | Slovenië                                                                                                | 5 – 0 | San Marino | Stadion Ljudski Vrt, Maribor Toeschouwers: 4.400 Scheidsrechter: Dimitar Meckarovski (MKD) |
| 12 augustus WK-kwalificatie № 151 «onderlinge duels» 20:45 uur | Robert Koren 19' Aleksandar Radosavljevič 39' Andraž Kirm 54' Robert Koren 74' Zlatan Ljubijankič 90+3' |       |            | Stadion Ljudski Vrt, Maribor Toeschouwers: 4.400 Scheidsrechter: Dimitar Meckarovski (MKD) |

|                                                                  |                                            |       |                        |                                                                                   |
| 5 september Vriendschappelijk № 152 «onderlinge duels» 17:30 uur | Engeland                                   | 2 – 1 | Slovenië               | Wembley Stadium, Londen Toeschouwers: 67.232 Scheidsrechter: Jonas Eriksson (SWE) |
| 5 september Vriendschappelijk № 152 «onderlinge duels» 17:30 uur | Frank Lampard 31' (pen.) Jermain Defoe 63' |       | 84' Zlatan Ljubijankič | Wembley Stadium, Londen Toeschouwers: 67.232 Scheidsrechter: Jonas Eriksson (SWE) |

|                                                                |                                                          |       |       |                                                                                        |
| 9 september WK-kwalificatie № 153 «onderlinge duels» 20:45 uur | Slovenië                                                 | 3 – 0 | Polen | Stadion Ljudski Vrt, Maribor Toeschouwers: 10.226 Scheidsrechter: William Collum (SCO) |
| 9 september WK-kwalificatie № 153 «onderlinge duels» 20:45 uur | Zlatko Dedič 13' Milivoje Novakovič 45' Valter Birsa 62' |       |       | Stadion Ljudski Vrt, Maribor Toeschouwers: 10.226 Scheidsrechter: William Collum (SCO) |

|                                                               |           |                                    |          |                                                                                    |
| 10 oktober WK-kwalificatie № 154 «onderlinge duels» 20:30 uur | Slowakije | 0 – 2                              | Slovenië | Tehelné pole, Bratislava Toeschouwers: 23.800 Scheidsrechter: Wolfgang Stark (GER) |
| 10 oktober WK-kwalificatie № 154 «onderlinge duels» 20:30 uur |           | 56' Valter Birsa 90+3' Nejc Pečnik |          | Tehelné pole, Bratislava Toeschouwers: 23.800 Scheidsrechter: Wolfgang Stark (GER) |

|                                                               |            |                                                               |          |                                                                                   |
| 14 oktober WK-kwalificatie № 155 «onderlinge duels» 20:30 uur | San Marino | 0 – 3                                                         | Slovenië | Stadio Olimpico, Serravalle Toeschouwers: 1.745 Scheidsrechter: Zsolt Szabó (HUN) |
| 14 oktober WK-kwalificatie № 155 «onderlinge duels» 20:30 uur |            | 24' Milivoje Novakovič 68' Dalibor Stevanovič 81' Marko Šuler |          | Stadio Olimpico, Serravalle Toeschouwers: 1.745 Scheidsrechter: Zsolt Szabó (HUN) |

|                                                                          |                                                     |       |                 |                                                                                                |
| 14 november WK-kwalificatie Play-offs № 156 «onderlinge duels» 17:00 uur | Rusland                                             | 2 – 1 | Slovenië        | Olympisch Stadion Loezjniki, Moskou Toeschouwers: 71.600 Scheidsrechter: Claus Bo Larsen (DEN) |
| 14 november WK-kwalificatie Play-offs № 156 «onderlinge duels» 17:00 uur | Dinijar Biljaletdinov 40' Dinijar Biljaletdinov 52' |       | 88' Nejc Pečnik | Olympisch Stadion Loezjniki, Moskou Toeschouwers: 71.600 Scheidsrechter: Claus Bo Larsen (DEN) |

|                                                                          |                  |       |         |                                                                                     |
| 18 november WK-kwalificatie Play-offs № 157 «onderlinge duels» 20:30 uur | Slovenië         | 1 – 0 | Rusland | Stadion Ljudski Vrt, Maribor Toeschouwers: 12.435 Scheidsrechter: Terje Hauge (NOR) |
| 18 november WK-kwalificatie Play-offs № 157 «onderlinge duels» 20:30 uur | Zlatko Dedič 44' |       |         | Stadion Ljudski Vrt, Maribor Toeschouwers: 12.435 Scheidsrechter: Terje Hauge (NOR) |

## FIFA-wereldranglijst
| JAN | FEB | MAR | APR | MEI | JUN | JUL | AUG | SEP | OKT | NOV | DEC |
| --- | --- | --- | --- | --- | --- | --- | --- | --- | --- | --- | --- |
| 57  | 52  | 59  | 63  | 63  | 61  | 62  | 60  | 54  | 49  | 33  | 31  |

## Statistieken
| Samir Handanovič         | 1984-07-14 | Udinese Calcio       | 8  | 0 | 0 | 37 | 0  |
| Jasmin Handanovič        | 1978-01-28 | Mantova              | 2  | 0 | 0 | 3  | 0  |
| Verdediging              |            |                      |    |   |   |    |    |
| Bojan Jokić              | 1986-05-17 | Chievo Verona        | 10 | 0 | 0 | 32 | 0  |
| Mišo Brečko              | 1984-05-01 | 1. FC Köln           | 9  | 0 | 0 | 29 | 0  |
| Boštjan Cesar            | 1982-07-09 | Grenoble Foot 38     | 9  | 0 | 0 | 40 | 2  |
| Marko Šuler              | 1983-03-09 | KAA Gent             | 7  | 1 | 1 | 15 | 2  |
| Matej Mavrič             | 1979-01-29 | TuS Koblenz          | 3  | 1 | 0 | 32 | 1  |
| Suad Filekovič           | 1978-09-16 | NK Maribor           | 2  | 0 | 0 | 14 | 0  |
| Mitja Mörec              | 1983-02-21 | Panetolikos          | 1  | 0 | 0 | 14 | 1  |
| Branko Ilić              | 1983-02-06 | Lokomotiv Moskou     | 0  | 1 | 0 | 35 | 0  |
| Middenveld               |            |                      |    |   |   |    |    |
| Robert Koren             | 1980-09-20 | West Bromwich Albion | 9  | 0 | 2 | 44 | 4  |
| Andraž Kirm              | 1984-09-06 | Wisła Kraków         | 8  | 1 | 1 | 24 | 1  |
| Valter Birsa             | 1986-08-07 | AJ Auxerre           | 8  | 0 | 2 | 32 | 2  |
| Aleksandar Radosavljevič | 1979-04-25 | AE Larissa           | 7  | 1 | 1 | 11 | 1  |
| Andrej Komac             | 1979-12-04 | Maccabi Tel Aviv     | 3  | 1 | 0 | 39 | 0  |
| Dalibor Stevanovič       | 1984-09-27 | Vitesse Arnhem       | 2  | 4 | 1 | 16 | 1  |
| Mirnes Šišić             | 1981-08-08 | PAS Giannina         | 1  | 1 | 0 | 11 | 2  |
| Aleš Mejač               | 1983-03-18 | NK Maribor           | 0  | 3 | 0 | 5  | 0  |
| René Krhin               | 1990-05-21 | Inter Milan          | 0  | 2 | 0 | 2  | 0  |
| Anton Žlogar             | 1977-11-24 | Omonia Nicosia       | 0  | 2 | 0 | 35 | 1  |
| Armin Bačinovič          | 1989-10-24 | NK Maribor           | 0  | 1 | 0 | 1  | 0  |
| Aanval                   |            |                      |    |   |   |    |    |
| Milivoje Novakovič       | 1979-05-18 | 1. FC Köln           | 9  | 1 | 2 | 36 | 13 |
| Zlatko Dedič             | 1984-10-05 | VfL Bochum           | 8  | 1 | 2 | 21 | 3  |
| Zlatan Ljubijankič       | 1983-12-15 | KAA Gent             | 2  | 6 | 2 | 15 | 4  |
| Nejc Pečnik              | 1986-01-03 | CD Nacional          | 1  | 6 | 2 | 7  | 2  |
| Etien Velikonja          | 1988-12-26 | ND Gorica            | 1  | 0 | 0 | 1  | 0  |

NZS · A-internationals · Bondscoaches · Selecties · Statistieken · Sloveens vrouwenelftal · Olympisch elftal · Slovenië U21 · Slovenië U20 · Slovenië U19 · Slovenië U18 · Slovenië U17 · Slovenië U16
1991 – 1999 ·
2000 – 2009 ·
2010 – 2019 ·
2020 − 2029
EK's: 1996 · 
2000 · 
2004 · 
2008 · 
2012 · 
2016 · 
2020 · 
2024
WK's: 1998 · 
2002 · 
2006 · 
2010 · 
2014 · 
2018 ·
2022
1991 · 
1992 · 
1993 · 
1994 · 
1995 · 
1996 · 
1997 · 
1998 · 
1999 · 
2000 · 
2001 · 
2002 · 
2003 · 
2004 · 
2005 · 
2006 · 
2007 · 
2008 · 
2009 · 
2010 · 
2011 · 
2012 · 
2013 · 
2014 · 
2015 · 
2016 · 
2017 · 
2018 ·
2019 ·
2020 ·
2021 ·
2022 ·
2023 ·
2024
Albanië ·
Algerije ·
Argentinië ·
Armenië ·
Australië ·
Azerbeidzjan ·
België ·
Bosnië en Herzegovina ·
Bulgarije ·
Canada ·
China ·
Colombia ·
Cyprus ·
Denemarken ·
Duitsland ·
Engeland ·
Estland ·
Faeröer ·
 Finland ·
Frankrijk ·
Georgië ·
Ghana ·
Gibraltar ·
Griekenland ·
Honduras ·
Hongarije ·
IJsland ·
Israël ·
Italië ·
Ivoorkust ·
Joegoslavië ·
Kazachstan ·
Kosovo ·
Kroatië ·
Letland ·
Litouwen ·
Luxemburg ·
Malta ·
Mexico ·
Moldavië ·
Montenegro ·
Nederland ·
Nieuw-Zeeland ·
Noord-Ierland ·
Noord-Macedonië ·
Noorwegen ·
Oekraïne ·
Oman ·
Oostenrijk ·
Paraguay ·
Polen ·
Portugal ·
Qatar ·
Roemenië ·
Rusland ·
San Marino ·
Saoedi-Arabië ·
Schotland ·
Servië ·
Servië en Montenegro ·
Slowakije ·
Spanje ·
Trinidad en Tobago ·
Tsjechië ·
Tunesië ·
Turkije · 
Uruguay ·
Verenigde Arabische Emiraten ·
Verenigde Staten ·
Wales ·
Wit-Rusland ·
Zuid-Afrika ·
Zweden ·
Zwitserland
Algerije (2010) · 
Engeland (2010) · 
Paraguay (2002) · 
Spanje (2002) · 
Verenigde Staten (2010) · 
Zuid-Afrika (2002)